# Vödör

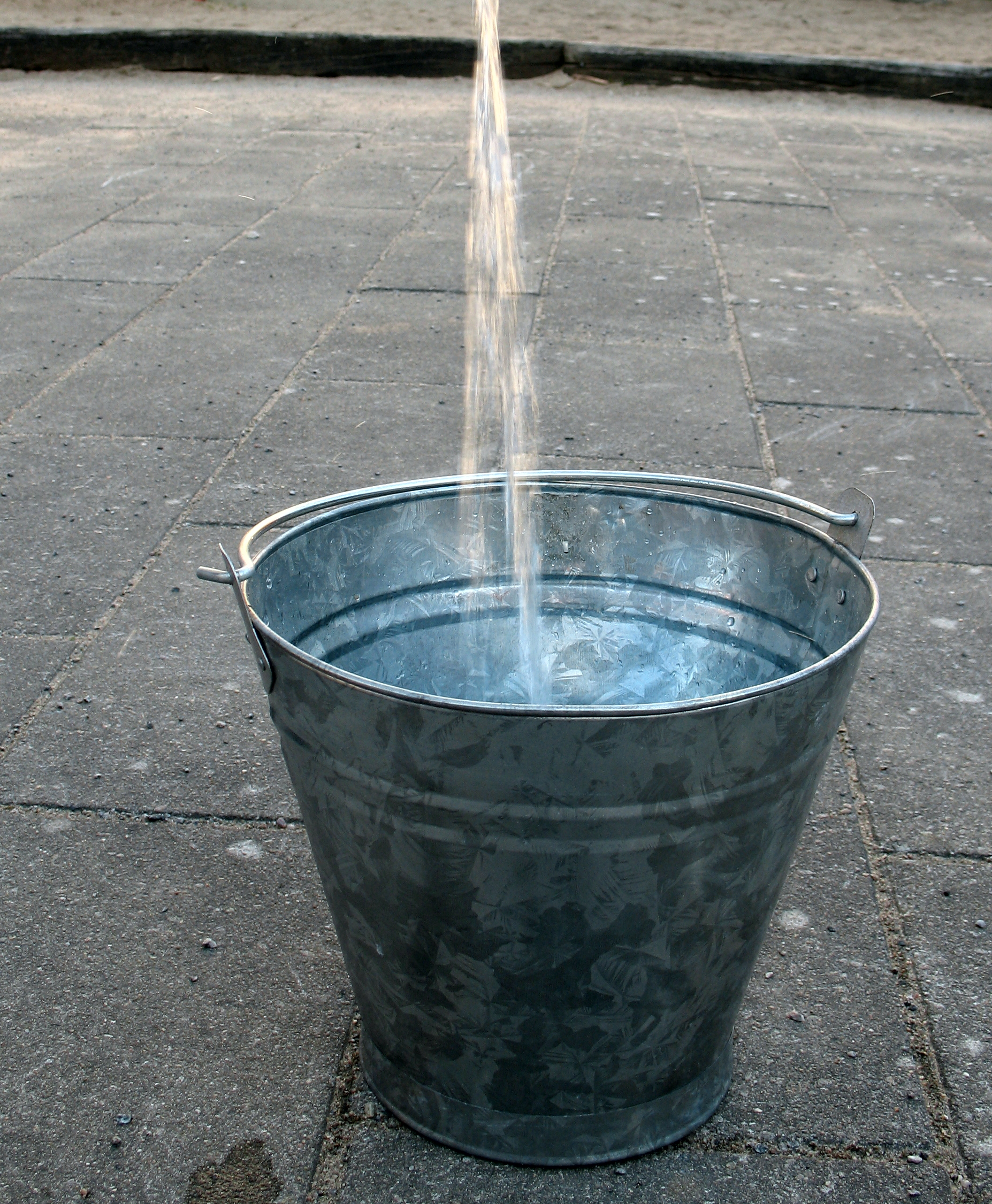
Közönséges fémvödör

A vödör (népiesen: veder) henger vagy csonka kúp alakú, felül nyitott, legtöbbször fémből vagy műanyagból készült edény, amelyben vizet, más folyadékot, esetleg szilárd, de önthető anyagot tárolnak vagy szállítanak. Leggyakrabban félkör alakú fogantyút erősítenek a felső pereméhez.
A szót használják jelzői értelemben is: egy vödör valamiből annyit jelent, amennyi egy valóságos vödörbe belefér. Nem konkrét mértékegység, bár régen volt olyan értelmezés, amely szerint egy veder pontosan 11,318 liternek felelt meg.
A műszaki nyelvben a kotrógépek puttony alakú merítőedényét is nevezik vedernek.
A vödör használata több évezredre nyúlik vissza. Már az ókori egyiptomiak és görögök is használtak úgynevezett situlákat, amelyek tulajdonképpen a mai vödrök elődjének tekinthetők.

## Példák a vödör alkalmazására
- A kútból a vizet vödörrel szokták felhúzni.
- Felmosóvödör: műanyagból készül, általában hosszúkásabb alaprajzú. Peremére egy olyan csavarókosarat erősítenek, amelyben a felmosófejből lehet kicsavarni a fölösleges mennyiségű vizet, bele a vödörbe.
- Homokozóvödör: gyermekjáték, amelybe például vizes homokot töltve, majd a vödröt felfordítva és eltávolítva az összeállt homokról, homokvárépítéshez használható.
- Húsvéthétfőn régebben (illetve a hagyományőrzők ma is) vödörből szokták meglocsolni a lányokat.
- Vödrös bolgárkerék: olyan vízemelő szerkezet, hogy egy víz fölött elhelyezett nagy kerék peremére vödrök sorát helyezték el, és a kereket állati erővel forgatva az alsó vödrök megteltek vízzel, majd a forgás során megemelték azt, hogy el lehessen vezetni öntözés céljára. Ezt az eszközt a bolgárkertészek használták, innen ered a neve.[3]

## Szólások
- Cseberből vederbe vagy csöbörből vödörbe: bár kijut az egyik bajból, nehézségből, mégis egyúttal egy hasonló, másik bajba, nehézségbe kerül.

## Képek

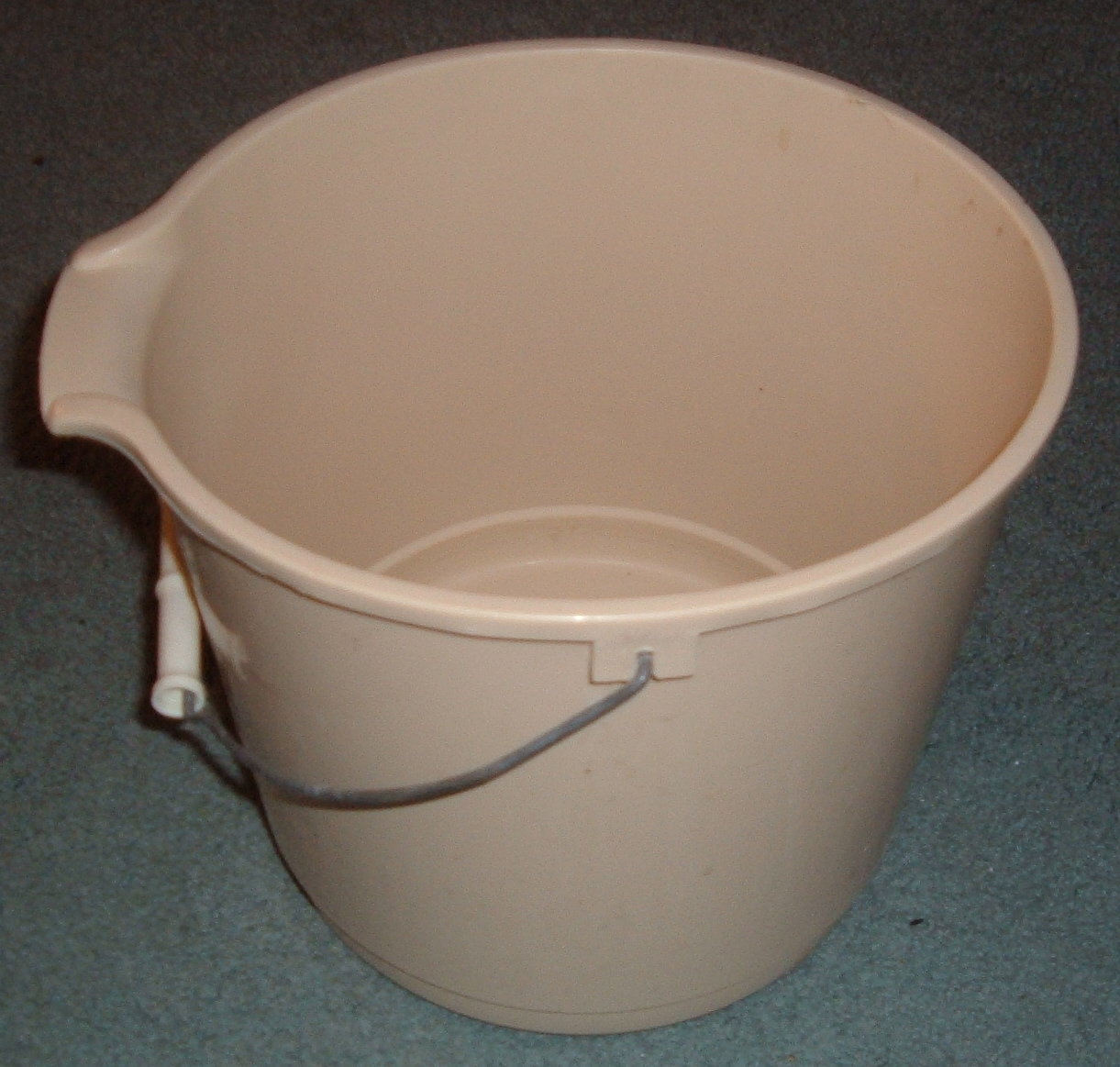
Műanyag vödör
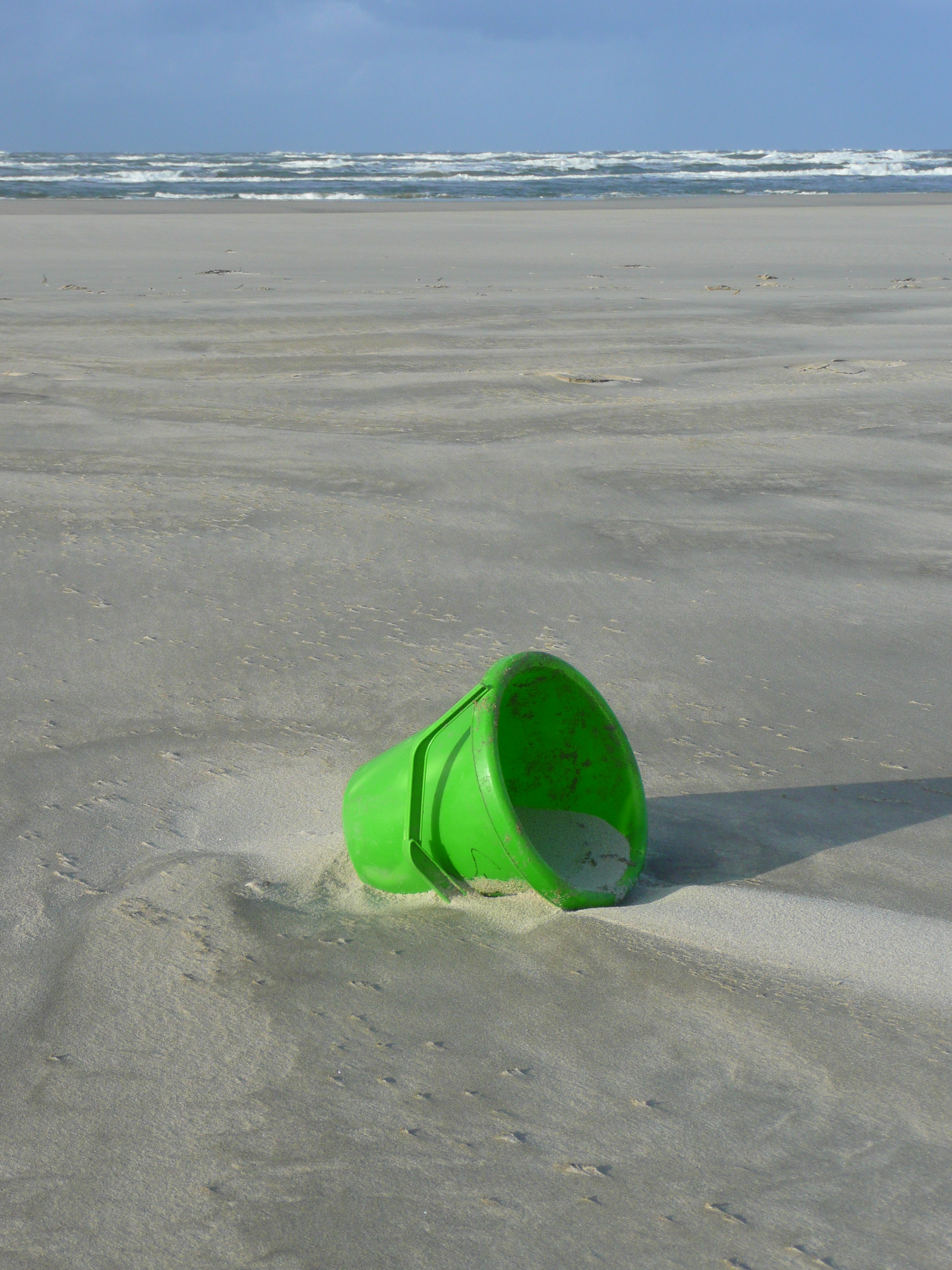
Homokozóvödör
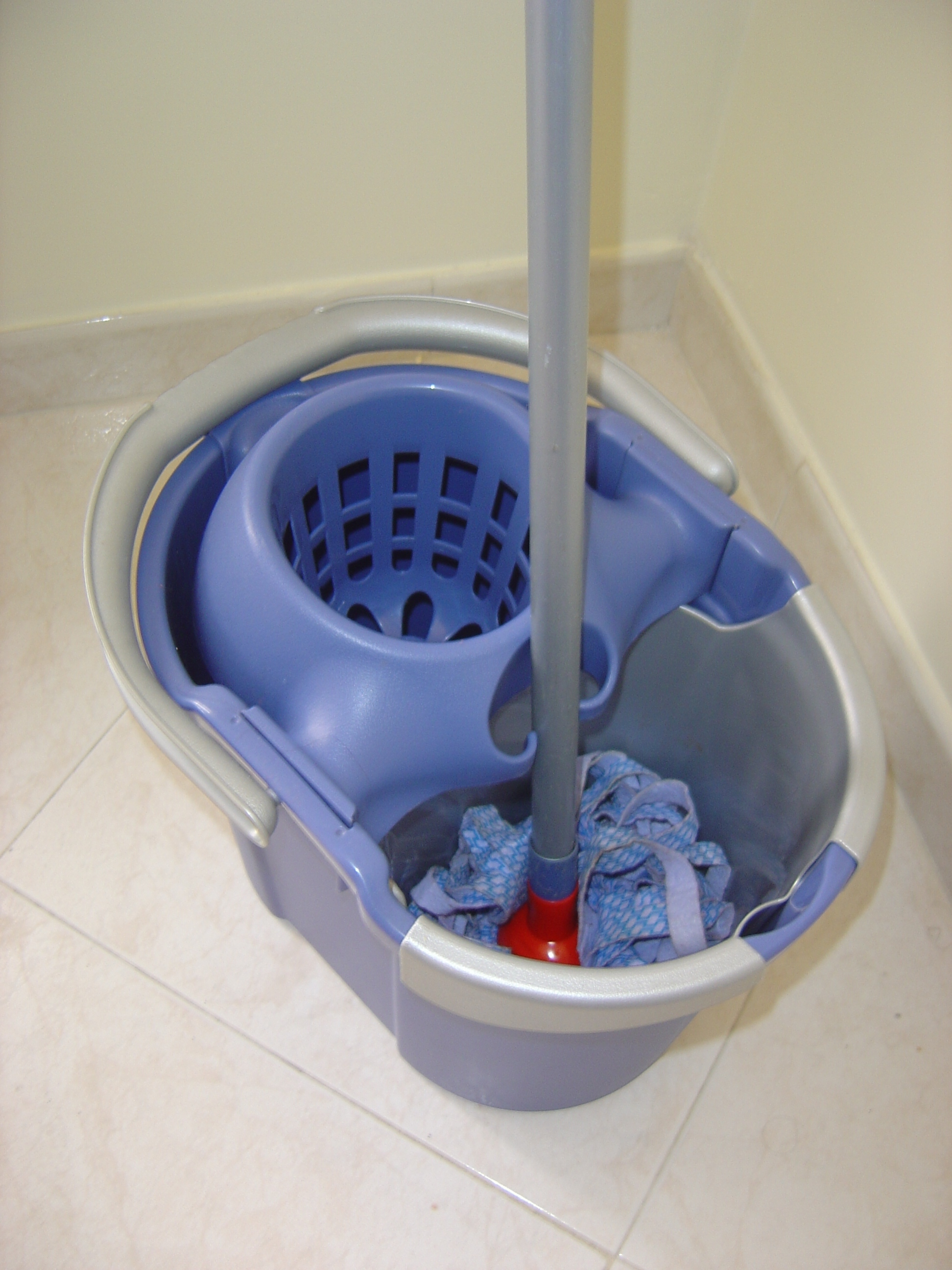
Felmosóvödör
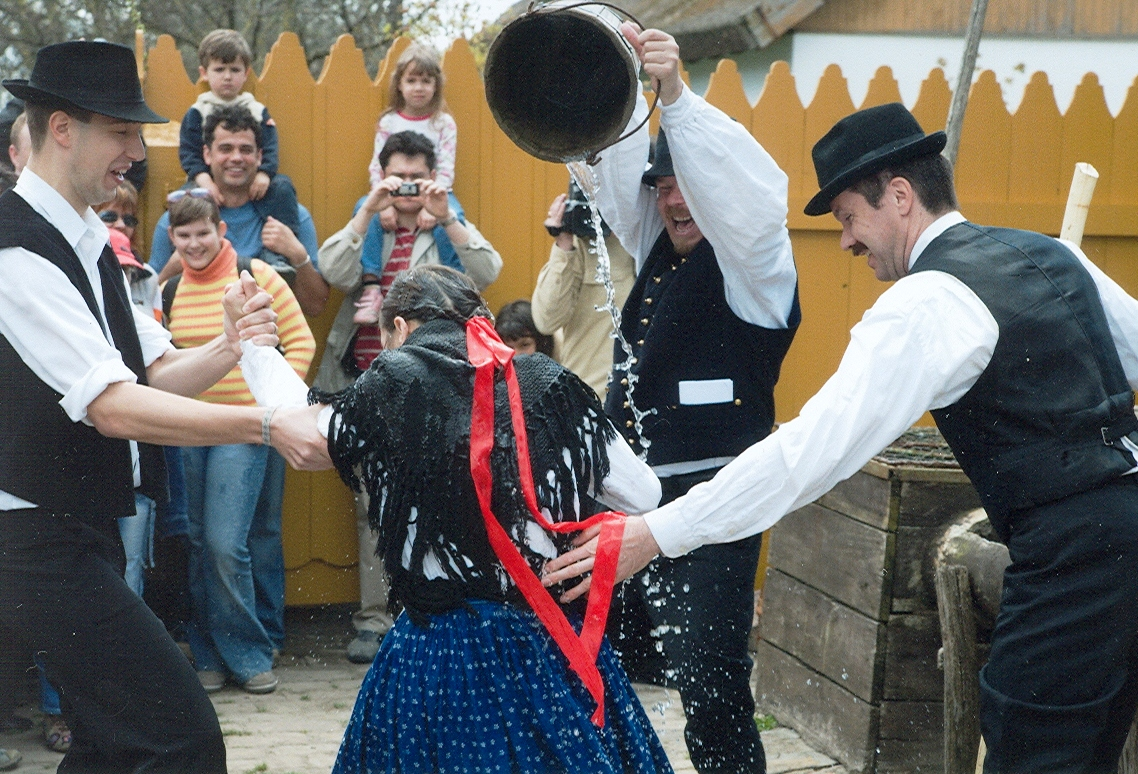
Locsolkodás vödörrel
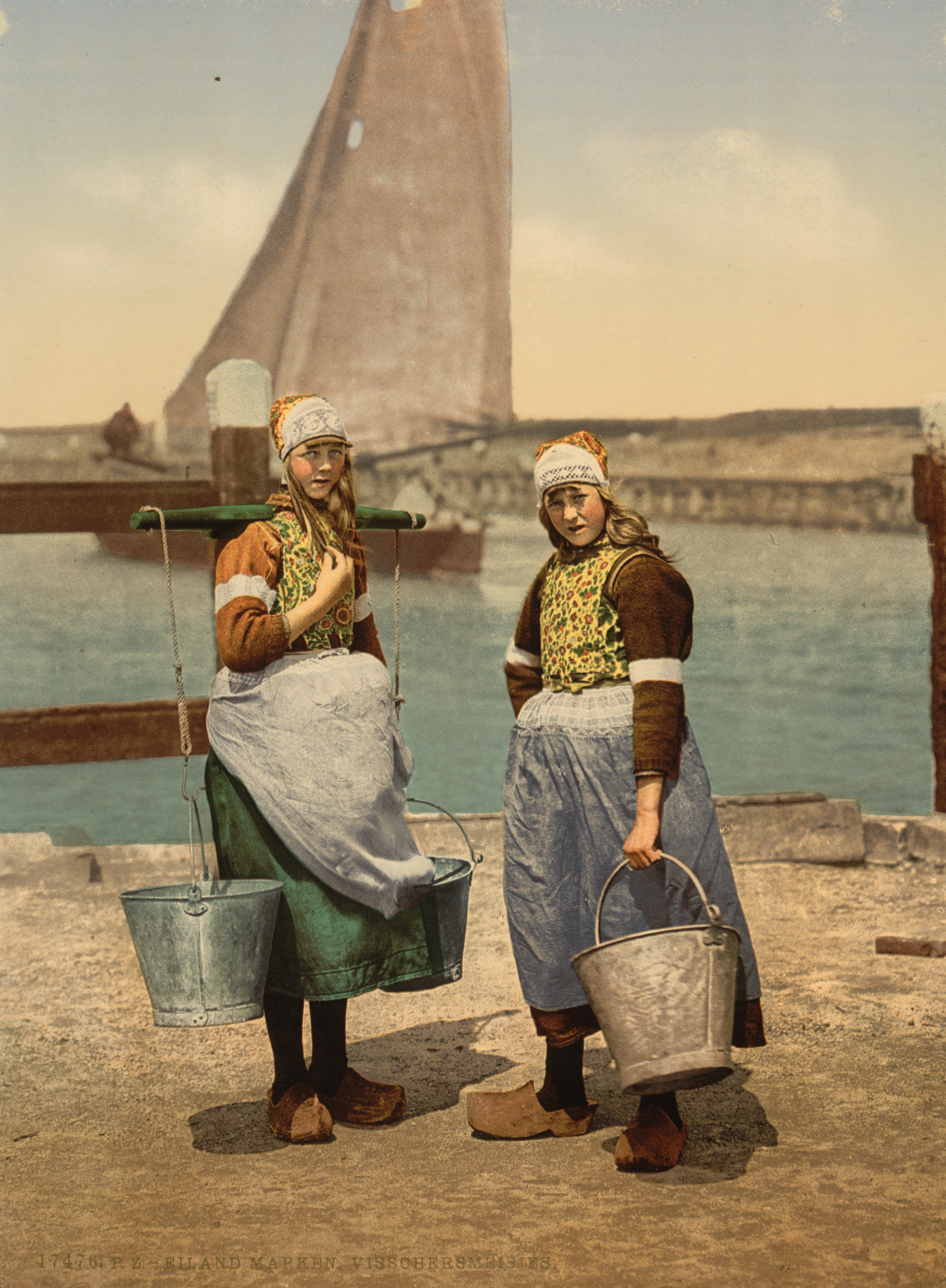
Holland lányok vödörrel egy 19. század végi festményen